# Waterloo (Stadtbahn di Hannover)
La stazione di Waterloo è una stazione sotterranea della Stadtbahn di Hannover, posta sotto il Waterlooplatz nel centro cittadino.
La stazione è servita dal tracciato A della rete di Stadtbahn, percorso da 3 linee.

## Movimento
La stazione è servita dalle linee 3, 7 e 9.